# Geomyza tundrarum
Geomyza tundrarum är en tvåvingeart som beskrevs av Nartshuk 1993. Geomyza tundrarum ingår i släktet Geomyza och familjen gräsflugor. Inga underarter finns listade i Catalogue of Life.